# 1846 en philosophie
Chronologie de la philosophie
- 1842
- 1843
- 1844
- 1845
- 1846
- 1847
- 1848
- 1849
- 1850

L’année 1846 a été marquée, en philosophie, par les événements suivants :

## Publications
- Post-scriptum aux Miettes philosophiques de Søren Kierkegaard.
- Système des contradictions économiques ou Philosophie de la misère de Pierre-Joseph Proudhon.
- Exposition du principe de l'organicisme de Léon Rostan.

- Blaise Pascal :  Abrégé de la vie de Jésus-Christ (texte retrouvé vers 1840, publié en 1846 (ouvrage en ligne)

## Naissances
- 1er janvier : Léon Denis, philosophe spirite, mort en 1927.
- 5 janvier : Rudolf Christoph Eucken, philosophe allemand, lauréat du Prix Nobel de littérature en 1908, mort en 1926 à 80 ans.
- 30 janvier : Francis Herbert Bradley, philosophe idéaliste britannique, mort en 1924 à 78 ans.
- 16 juillet : Friedrich Paulsen, pédagogue et philosophe allemand, mort en 1908 à 62 ans.
- 22 août : Louis Liard, philosophe et administrateur français, mort en 1917 à 71 ans.

## Décès
- 9 mars : Antoine Destutt de Tracy, homme politique et philosophe français, né en 1754.
- octobre : Charles-Jean Baptiste Bonnin, philosophe et sociologue français, né en 1772.
- 13 décembre : Pasquale Galluppi, philosophe italien, né en 1770.